# Dewan Hernandez
Dewan Hernandez (nascido Dewan Huell; Miami, 9 de dezembro de 1996) é um americano jogador de basquete profissional que joga no Toronto Raptors da National Basketball Association (NBA). Ele jogou basquete universitário na Universidade de Miami.

## Carreira no ensino médio
Hernandez estudou na Miami Norland High School, em Miami, Flórida, jogando em três equipes que foram campeões estaduais. Em seu último ano, ele teve uma média de 19,2 pontos e 9,1 rebotes por jogo e foi o Jogador do Ano do Miami Herald 8A-6A. Em janeiro de 2016, Hernandez foi chamado para o McDonald's All American de 2016.
Ele se comprometeu com a Universidade de Miami depois de considerar ofertas da Flórida e da Carolina do Sul. Ele foi classificado como um recruta de cinco estrelas e ficou em 28º lugar na classe de ensino médio de 2016 pela ESPN.

## Carreira universitária
Como calouro, ele obteve uma média de 5,8 pontos e 3,1 rebotes por jogo.
Ele mostrou uma melhora acentuada em seu segundo ano e teve uma média de 11,4 pontos e 6,6 rebotes por jogo.
Após a temporada, ele se declarou para o Draft da NBA de 2018, mas não contratou agente e acabou voltando para Miami.
Hernández, no final das contas, não jogaria em Miami devido a questões de elegibilidade relacionadas a um escândalo de corrupção na NCAA. Depois de não se qualificar, Hernandez se declarou para o Draft da NBA de 2019 em 28 de janeiro de 2019.

## Carreira profissional

### Toronto Raptors
Em 20 de junho de 2019, Hernandez foi selecionado pelo Toronto Raptors com a 59° escolha geral no Draft de 2019. Em 13 de julho de 2019, Hernandez assinou oficialmente com os Raptors.

## Estatísticas

### Faculdade
| Ano      | Time     | PJ | MPJ  | AP   | 3P   | LL   | RT  | AS | BR | TO  | PPJ  |
| -------- | -------- | -- | ---- | ---- | ---- | ---- | --- | -- | -- | --- | ---- |
| 2016–17  | Miami    | 32 | 17.4 | .531 | .000 | .647 | 3.1 | .2 | .4 | .8  | 5.8  |
| 2017–18  | Miami    | 32 | 25.8 | .576 | .000 | .689 | 6.7 | .4 | .5 | 1.0 | 11.4 |
| Carreira | Carreira | 64 | 21.6 | .560 | .000 | .675 | 4.9 | .3 | .5 | .9  | 8.6  |

Fonte:

## Vida pessoal
Em outubro de 2018, ele anunciou que tinha legalmente mudado seu nome para Dewan Hernandez em homenagem a sua mãe, Christina Hernandez.